# Kinetická teorie látek
Kinetická teorie látek je teorie, která spojuje makroskopicky pozorovaný stav látky s mikroskopickým pohybem částic, z nichž je daná látka složena.
Podle této teorie přísluší pohybu každé částice určitá kinetická energie, která odpovídá teplotě látky. Změna kinetické energie částic látky, kterou provádíme přidáním nebo odebráním tepla, se makroskopicky projevuje změnou teploty látky. Nejlépe je tato teorie rozpracována pro ideální plyn, kdy obvykle mluvíme o tzv. kinetické teorii plynů.
Kinetická teorie je základem statistické fyziky.

## Předpoklady teorie
Kinetická teorie je postavena především na následujících experimentálně ověřených poznatcích.

### Diskrétní struktura látky
Látka jakéhokoli skupenství se skládá z částic (atomy, molekuly nebo ionty).
Prostor, který látka zaujímá, není těmito částicemi zcela zaplněn, mezi částicemi jsou mezery. Struktura látky je tedy nespojitá (diskrétní).
Existence diskrétní struktury látky je dnes experimentálně potvrzena.
Všechna tělesa se skládají z atomů, které se sdružují do molekul.
Každé částici (atomu nebo molekule) přísluší určitá hmotnost. Pro srovnání hmotností atomů se používá relativní atomová hmotnost {\displaystyle A_{r}}, pro molekuly relativní molekulová hmotnost {\displaystyle M_{r}}.
Tyto veličiny jsou definovány pomocí atomové hmotnostní konstanty {\displaystyle m_{u}}.
Hmotnost látky je určena součtem hmotností jednotlivých částic, z nichž se látka skládá.

### Tepelný pohyb částic
Částice se v látce pohybují nepřetržitě (neustále) a neuspořádaně (chaoticky).
Žádný ze směrů pohybu částice nemá přednost před ostatními směry pohybu. Také rychlosti pohybu jsou různé. Tento pohyb částic v látce se nazývá tepelný pohyb.
Mezi důkazy potvrzující tento poznatek patří např. Brownův pohyb nebo difúze.
U pevných látek dochází při molekulovém pohybu ke kmitání částic kolem jejich rovnovážných poloh. U kapalin dochází nejen ke kmitání částic kapaliny kolem těchto rovnovážných poloh, ale také k chaotickému pohybu rovnovážných poloh jednotlivých částic. Částice plynu nekonají periodický pohyb (na rozdíl od kapalin a pevných látek), ale pohybují se různými rychlostmi ve všech směrech, přičemž dochází ke vzájemným srážkám částic a změnám jejich rychlostí i směrů pohybu.
Kvůli malým rozměrům atomů a molekul nelze tento pohyb pozorovat přímo, existují však nepřímé důkazy existence tohoto jevu, jako např. Brownův pohyb, difúze nebo osmóza.

### Vnitřní energie soustavy
Částice na sebe navzájem působí přitažlivými i odpudivými silami, přičemž velikost těchto sil je závislá na vzdálenosti mezi částicemi.
V důsledku existence těchto sil přísluší dvěma blízkým částicím určitá potenciální energie.
Existenci přitažlivých a odpudivých sil, kterými na sebe částice vzájemně působí, potvrzují jevy jako např. soudržnost pevných a kapalných látek, odpor pevných těles při stlačování apod.
Díky svému pohybu mají částice podle této teorie vždy kinetickou energii, díky silám mezi částicemi (vazbám) mají i potenciální energii. Celková vnitřní energie tělesa se pak rovná součtu kinetické a potenciální energie všech částic tělesa.